# Grand Prix de Pau historique
Le Grand Prix de Pau historique est une épreuve de course automobile disputée chaque année sur le Circuit de Pau-Ville, tracé dans les rues de Pau, dans le département des Pyrénées-Atlantiques, en France. 
Créé en 2001, le Grand Prix de Pau historique fait courir des voitures historiques de compétition chaque année à la même période que le Grand Prix automobile de Pau, dont il est issu. 

## Histoire

### 2002
| Palmarès de l'édition 2002 | Palmarès de l'édition 2002            | Palmarès de l'édition 2002 | Palmarès de l'édition 2002               | Palmarès de l'édition 2002                 |
| Course                     | Vainqueur                             | Vainqueur                  | Formule (année)                          | Championnat / Epreuve                      |
| Course                     | Pilote                                | Voiture                    | Formule (année)                          | Championnat / Epreuve                      |
| -------------------------- | ------------------------------------- | -------------------------- | ---------------------------------------- | ------------------------------------------ |
| C                          | Flavien Marçais                       | Cooper Bristol Mk2         | Grand Prix - moteur avant (pré-1959)     | H.G.P.C.A. Pre-1959                        |
| C                          | Rod Jolley                            | Cooper T45/51              | Grand Prix - moteur arrière (pré-1966)   | H.G.P.C.A. Pre-1966                        |
| C                          | Flavien Marçais                       | BRM P180                   | Formule 1 - 3 Litres (1966-1977)         | FORCE Classic F1                           |
| C                          | Robert Simac                          | March 712 Ford/Cosworth    | Formule 2                                | European Formula 2 Trophy                  |
| C                          | William Cavailhes                     | Dallara 384 Toyota         | Formule 3, Formule Renault               | Trophée F3 Classic                         |
| C                          | Michael Schryver                      | Lotus 22 Ford              | Formule Junior, Formule Bleue, Monomills | Coupe de France des monoplaces historiques |
| C                          | Jonathan Baker                        | Ford F3L                   | Sport-prototypes                         | European Sports-Prototype                  |
| C                          | David Heynes                          | Lotus 15 Climax            | Sport                                    |                                            |
| C                          | Jean-Claude Andruet / Henri Pescarolo | Shelby AC Cobra Ford       | GT/Endurance                             |                                            |

### 2003
| Palmarès de l'édition 2003 | Palmarès de l'édition 2003 | Palmarès de l'édition 2003 | Palmarès de l'édition 2003 | Palmarès de l'édition 2003 |
| Course                     | Vainqueur                  | Vainqueur                  | Formule (année)            | Championnat / Epreuve      |
| Course                     | Pilote                     | Voiture                    | Formule (année)            | Championnat / Epreuve      |
| -------------------------- | -------------------------- | -------------------------- | -------------------------- | -------------------------- |
| C1                         | Mike Littlewood            | Wolf WR1 Ford/Cosworth     | Formule 1, Formule 2       |                            |
| C2                         | Mike Littlewood            | Wolf WR1 Ford/Cosworth     | Formule 1, Formule 2       |                            |
| C                          | Rob Moores                 | Chevron B38 Toyota         | Formule 3, Formule Renault | Trophée F3 Classic         |
| C                          | John Fyda                  | Mallock U2 Mk2 Ford        | Formule Junior (1958-1960) |                            |
| C                          | Michael Schryver           | Lotus 22 Ford              | Formule Junior (1960-1963) |                            |
| C                          | François Delanoue          | Lola T540 Ford             | Formule Ford (1966-1981)   |                            |
| C                          | Carlos Barbot              | Lola T70 Ford              | Sport-prototypes           |                            |
| C                          | Alan Minshaw               | Maserati Birdcage Tipo 61  | Sport                      |                            |
| C                          | Damien Kohler              | Diva 10F Ford              | GT/Endurance               |                            |

### 2016
| Palmarès de l'édition 2016 | Palmarès de l'édition 2016 | Palmarès de l'édition 2016 | Palmarès de l'édition 2016                                        | Palmarès de l'édition 2016                     |
| Course                     | Vainqueur                  | Vainqueur                  | Formule (année)                                                   | Championnat / Epreuve                          |
| Course                     | Pilote                     | Voiture                    | Formule (année)                                                   | Championnat / Epreuve                          |
| -------------------------- | -------------------------- | -------------------------- | ----------------------------------------------------------------- | ---------------------------------------------- |
| C1                         | Pays inconnu               |                            | Formule 3 (pré-1984) - 1600/2000cm3 & Formule Renault (1972-1994) | Trophée F3 Classic & Trophée F.Renault Classic |
| C2                         | Pays inconnu               |                            | Formule 3 (pré-1984) - 1600/2000cm3 & Formule Renault (1972-1994) | Trophée F3 Classic & Trophée F.Renault Classic |
| C1                         | Pays inconnu               |                            | Formule Junior                                                    | FIA Lurani Trophy                              |
| C2                         | Pays inconnu               |                            | Formule Junior                                                    | FIA Lurani Trophy                              |
| C1                         | Pays inconnu               |                            | Formule Ford (1967-1981)                                          | Challenge Formula Ford Historic France         |
| C2                         | Pays inconnu               |                            | Formule Ford (1967-1981)                                          | Challenge Formula Ford Historic France         |
| C1                         | Pays inconnu               |                            | Sport-prototype (pré-1985) - 2 Litres                             | Sport Protos 2000                              |
| C2                         | Pays inconnu               |                            | Sport-prototype (pré-1985) - 2 Litres                             | Sport Protos 2000                              |
| C                          | Pays inconnu               |                            | GT-Tourisme (pré-1976) & Sport (pré-1966)                         | Historic Endurance GT Pre 76                   |
| C1                         | Pays inconnu               |                            | Tourisme (pré-1977) - <1300cm3                                    | Trophée Maxi 1000                              |
| C2                         | Pays inconnu               |                            | Tourisme (pré-1977) - <1300cm3                                    | Trophée Maxi 1000                              |
| C1                         | Pays inconnu               |                            | Legends Cars                                                      | Legends Cars Cup (France)                      |
| C2                         | Pays inconnu               |                            | Legends Cars                                                      | Legends Cars Cup (France)                      |

### 2017
| Palmarès de l'édition 2017 | Palmarès de l'édition 2017 | Palmarès de l'édition 2017 | Palmarès de l'édition 2017                | Palmarès de l'édition 2017                    |
| Course                     | Vainqueur                  | Vainqueur                  | Formule (année)                           | Championnat / Epreuve                         |
| Course                     | Pilote                     | Voiture                    | Formule (année)                           | Championnat / Epreuve                         |
| -------------------------- | -------------------------- | -------------------------- | ----------------------------------------- | --------------------------------------------- |
| C1                         | Pays inconnu               |                            | Formule 2 (1967-1978) - 1600/2000cm3      | International Historic Formula 2 Championship |
| C2                         | Pays inconnu               |                            | Formule 2 (1967-1978) - 1600/2000cm3      | International Historic Formula 2 Championship |
| C1                         | Pays inconnu               |                            | Formule 3 (pré-1984) - 1600/2000cm3       | Trophée F3 Classic                            |
| C2                         | Pays inconnu               |                            | Formule 3 (pré-1984) - 1600/2000cm3       | Trophée F3 Classic                            |
| C1                         | Pays inconnu               |                            | Formule Renault (1972-1994)               | Trophée F.Renault Classic                     |
| C2                         | Pays inconnu               |                            | Formule Renault (1972-1994)               | Trophée F.Renault Classic                     |
| C1                         | Pays inconnu               |                            | Formule Ford (1967-1981)                  | Challenge Formula Ford Historic France        |
| C2                         | Pays inconnu               |                            | Formule Ford (1967-1981)                  | Challenge Formula Ford Historic France        |
| C                          | Pays inconnu               |                            | GT-Tourisme (pré-1976) & Sport (pré-1966) | Historic Endurance GT Pre 76                  |
| C1                         | Pays inconnu               |                            | Tourisme (pré-1977) - <1300cm3            | Trophée Maxi 1000                             |
| C2                         | Pays inconnu               |                            | Tourisme (pré-1977) - <1300cm3            | Trophée Maxi 1000                             |
| C1                         | Pays inconnu               |                            | Legends Cars                              | Legends Cars Cup (France)                     |
| C2                         | Pays inconnu               |                            | Legends Cars                              | Legends Cars Cup (France)                     |

### 2020
L'édition 2020 est annulée en raison de l'expansion de l'épidémie de maladie à coronavirus COVID-19.

## Affluence
| Edition | Dates           | Nombre de spectateurs |
| ------- | --------------- | --------------------- |
| 2011    | Samedi 14 mai   | 10 000                |
| 2011    | Dimanche 15 mai | 10 000                |
| 2012    | Samedi 5 mai    | 11 500                |
| 2012    | Dimanche 6 mai  | 11 500                |
| 2013    | Samedi 11 mai   | 13 000                |
| 2013    | Dimanche 12 mai | 13 000                |
| 2014    | Samedi 17 mai   | 19 500                |
| 2014    | Dimanche 18 mai | 19 500                |
| 2015    | Samedi 23 mai   | 22 000                |
| 2015    | Dimanche 24 mai | 22 000                |
| 2016    | Samedi 21 mai   | 15 000                |
| 2016    | Dimanche 22 mai | 15 000                |